# Bomi-See
Der Bomi-See ist ein See in der westafrikanischen Republik Liberia. Er befindet sich im Bong Range, einem Gebirge im Bong County, nahe der Stadt Bong Town.

## Beschreibung
Der See entstand nach der Aufgabe des Tagebaubetriebs infolge des Liberianischen Bürgerkrieges.